# Maria Lankowitz
Maria Lankowitz osztrák mezőváros Stájerország Voitsbergi járásában. 2018 januárjában 2858 lakosa volt. 

## Elhelyezkedése

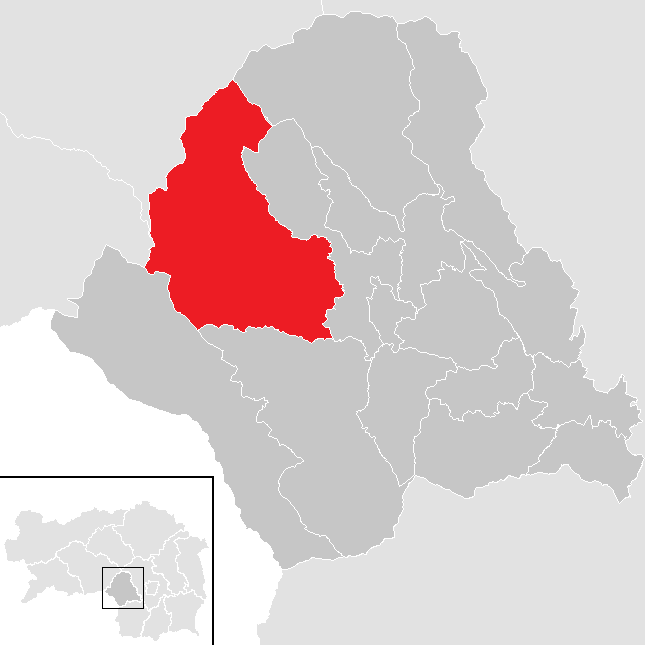
Maria Lankowitz a Voitsbergi járásban

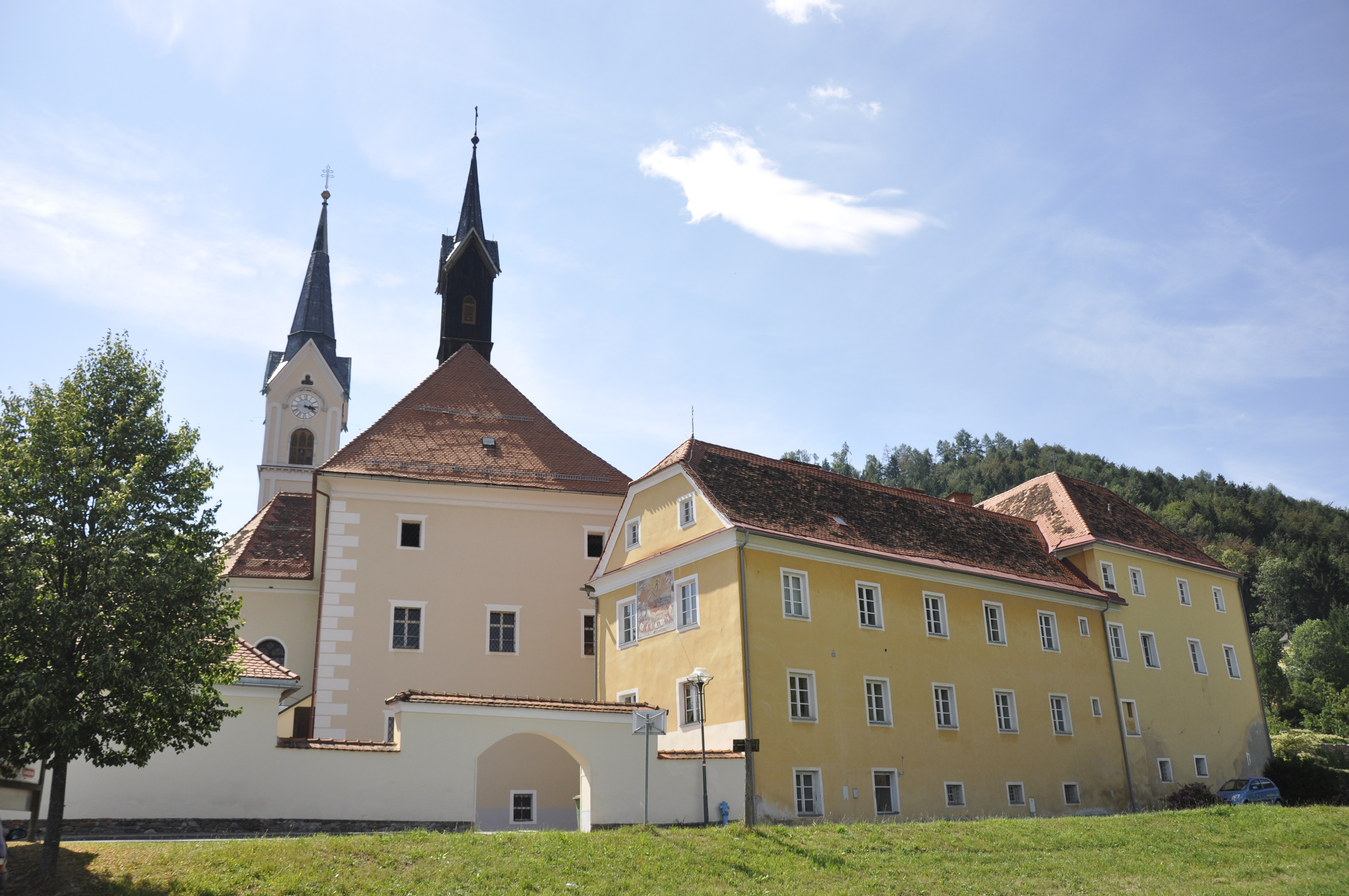
A ferences kolostor

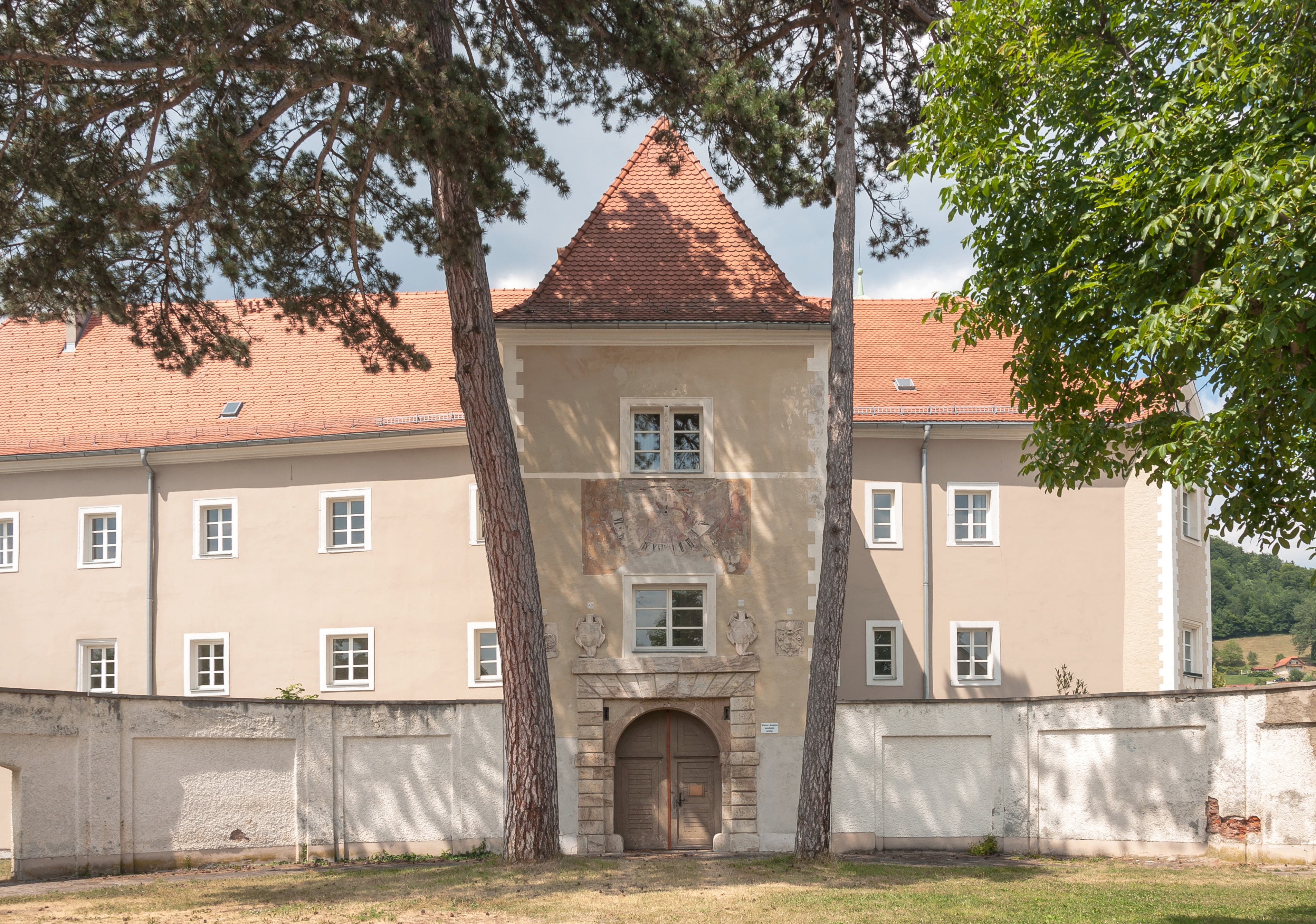
A lankowitzi kastély

Maria Lankowitz a tartomány középső részén fekszik a Nyugat-Stájerország régióban a (Lavanttali-Alpokat és Stájer-Előalpokat elválasztó) Stubalpe hegységben. Maga Maria Lankowitz település közvetlenül az önkormányzat területének keleti határán, Köflachhal összeépülve található. Legmagasabb pontja az 1706 méteres Wölkerkogel. Az önkormányzat 6 falut és egyéb települést fog össze: Hochgößnitz (164 lakos), Kemetberg (234), Kirchberg (222), Maria Lankowitz (1764), Niedergößnitz (270), Salla (269).
A környező települések: északkeletre Kainach bei Voitsberg, keletre Köflach, délre Edelschrott, délnyugatra Hirschegg-Pack, nyugatra Weißkirchen in Steiermark és Lobmingtal, északnyugatra Sankt Margarethen bei Knittelfeld.

## Története
Az i. sz. 1-4. századból származó régészeti leletek tanúsága szerint a mai ferences kolostor környékén állt egy kis római kori település. Ugyanazon a dombon találhatóak a 10. században az Eppenstein-család által emelt Primaresburg várának maradványai. A Lankowitz név a "vízparti réten fekvő falu" jelentésű szláv lankovica szóból származik.
A Szűz Mária-zarándokhelyről először 1415-ben tesznek említést az írott források. 1455-ben Georg Gradner lovag III. Frigyes császár engedélyével ferences kolostort és kegytemplomot alapított a helyszínen, valamint várat építtetett. Ezeket az épületeket az idők során többször építették, de még mindig központi szerepet játszanak Maria Lankowitz településszerkezetében. A várban (illetve később kastélyban) dolgozott a 19. század közepétől fogva a graz-karlaui börtön adminisztratív személyzete.  
Maria Lankowitz a 20. században a Piberstein környékén nyitott barnaszénbányáknak köszönhetően bányavárossá vált. A század végére a bányákat bezárták és a város a turizmusból igyekszik megélni. 
A 2015-ös stájerországi közigazgatási reform során Gößnitz és Salla községeket egyesítették Maria Lankowitz-cal.

## Lakosság
A Maria Lankowitz-i önkormányzat területén 2017 januárjában 2923 fő élt. A lakosság 1951 óta (akkor 4915 fő) folyamatosan csökken. 2015-ben a helybeliek 95,9%-a volt osztrák állampolgár; a külföldiek közül 1,3% a régi (2004 előtti), 1,9% az új EU-tagállamokból érkezett. 0,3% a volt Jugoszlávia (Szlovénia és Horvátország nélkül) vagy Törökország, 0,6% egyéb országok polgára. 

## Látnivalók

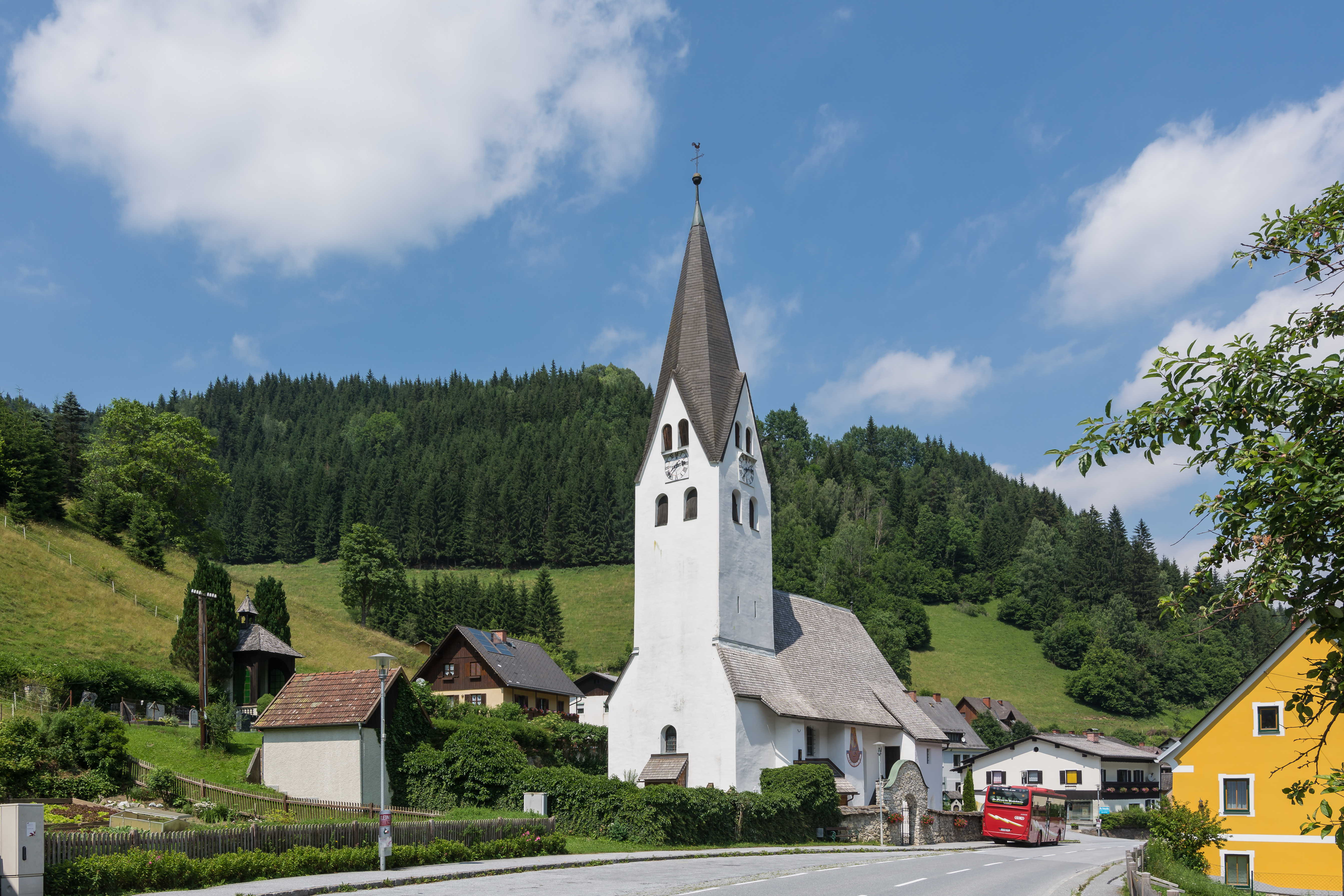
Salla temploma

- a Mária látogatása-kegytemplom egyike Nyugat-Stájerország legfontosabb búcsújáró zarándokhelyeinek. Eredetileg a 15. század közepén épült a ferences kolostorhoz kapcsolódva. Mai külsejét 1678-81 között nyerte el Jakob Schmerlaib tervei alapján. 1712 kapott egy oldalkápolnát. Főoltárának szobrai 1767-ből valók. Freskóit az olasz Felix Batazutti festette.
- a ferences kolostor mai formájában 1656-1665 között készült el.
- a Szt. Antal-kápolna 1660-ban, főoltára 1770-ben készült.
- a lankowitzi kastély 1440 körül épült Georg Gradner lovag számára. Már 1460-ban Andreas Greisseneggerhez került, majd több tulajdonosváltás után 1855-ben a grazi börtön kapta meg.
- Klingenstein várának romjai
- Kirchberg gótikus Keresztelő Szt. János-temploma
- Salla gótikus Szt. Péter és Pál-plébániatemploma

## Testvértelepülések
- Jübar (Németország)

## Fordítás
- Ez a szócikk részben vagy egészben  a   Maria Lankowitz című német Wikipédia-szócikk ezen változatának fordításán alapul.  Az eredeti cikk szerkesztőit annak laptörténete sorolja fel. Ez a jelzés csupán a megfogalmazás eredetét és a szerzői jogokat jelzi, nem szolgál a cikkben szereplő információk forrásmegjelöléseként.